# آدم بريستلي
آدم بريستلي (بالإنجليزية: Adam Priestley)‏ هو لاعب كرة قدم بريطاني في مركز الهجوم، ولد في 14 أغسطس 1990 في جبل طارق في المملكة المتحدة. شارك مع منتخب جبل طارق لكرة القدم. أما مع النوادي، فقد لعب مع Shaw Lane A.F.C. ‏.

## وصلات خارجية
- آدم بريستلي على موقع الاتحاد الأوربي (الإنجليزية)
- آدم بريستلي على موقع قاعدة بيانات كرة القدم.إي يو (الإنجليزية)
- آدم بريستلي على موقع بيانات كرة القدم. دي إي (الألمانية)
- آدم بريستلي على موقع ناشيونال فوتبول تيمز (الإنجليزية)
- آدم بريستلي على موقع Soccerway.com (الإنجليزية)
- آدم بريستلي على موقع عالم كرة القدم.نت (الإنجليزية)